# هوکوتسو
هوکوتسو (انگلیسی: Hokuetsu) شرکت صنایع کاغذ ژاپنی است، که در سال ۱۹۰۷ تأسیس شد.